# Karl Lehr (Politiker)
Karl Lehr, zu Lebzeiten meist Carl Lehr, (* 15. Januar 1842 in Meschede; † 7. Februar 1919 in Duisburg; vollständiger Name: Carl Eduard Friedrich Lehr) war ein deutscher Jurist und Kommunalpolitiker. Von 1879 bis 1914 war er Oberbürgermeister der Stadt Duisburg.

## Leben
Karl Lehr wurde 1842 im sauerländischen Meschede geboren, seine Eltern waren der Rechtsanwalt Carl Lehr und dessen Frau Marianne Henriette Lehr geb. Bender. Lehr legte 1861 das Abitur ab und studierte anschließend zunächst Theologie, dann Jura an der Rheinischen Friedrich-Wilhelms-Universität Bonn, dort wurde er Mitglied der Burschenschaft Alemannia Bonn. Nach der ersten praktischen Ausbildung als Auskultator beim Kammergericht Berlin wurde er Referendar und später Gerichtsassessor.
Nach seiner Teilnahme am Deutsch-Französischen Krieg 1870/1871 wurde er zum Kreisrichter in Kirchhundem ernannt und wechselte 1874 im gleichen Amt nach Duisburg. Am 5. August 1879 wurde er von der Duisburger Stadtverordnetenversammlung für die übliche Amtsperiode von zwölf Jahren zum Bürgermeister gewählt. Ab 1881 trug er den Titel Oberbürgermeister und wurde 1891 für eine zweite Amtszeit wiedergewählt. Nach deren Ende 1903 erfolgte seine einstimmige Wiederwahl auf Lebenszeit – ein in der Stadtgeschichte einmalig gebliebener Vorgang. Als Oberbürgermeister vertrat er die Stadt seit 1892 im preußischen Herrenhaus und saß seit 1908 im Provinziallandtag der Rheinprovinz. 1914 legte er seine Ämter aus gesundheitlichen Gründen nieder.

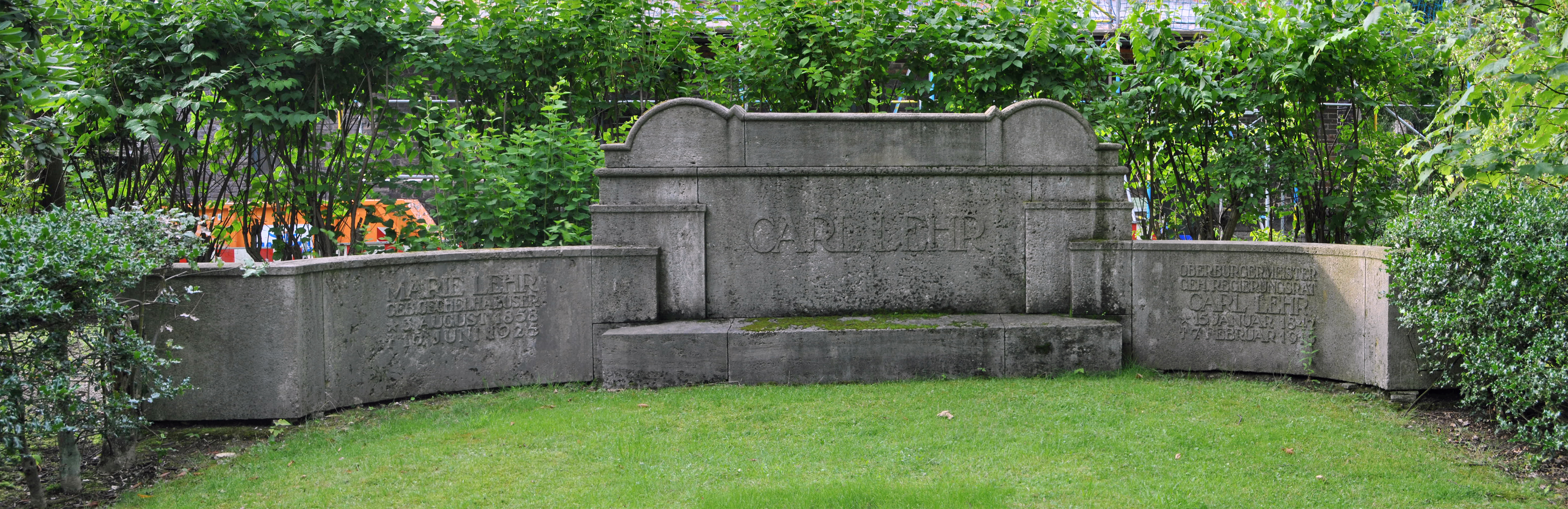
Grabmal auf dem Alten Friedhof

Karl Lehr starb 1919 und wurde auf dem Alten Friedhof in Duisburg direkt neben der Kapelle beigesetzt. (51° 24′ 57,84″ N, 6° 46′ 53,14″ O) Dort wurde auch seine Ehefrau Marie Lehr geb. Oechelhäuser (1858–1925) bestattet, eine Tochter des Siegener Maschinenfabrikanten Adolf Oechelhäuser (1819–1896).

## Wirken

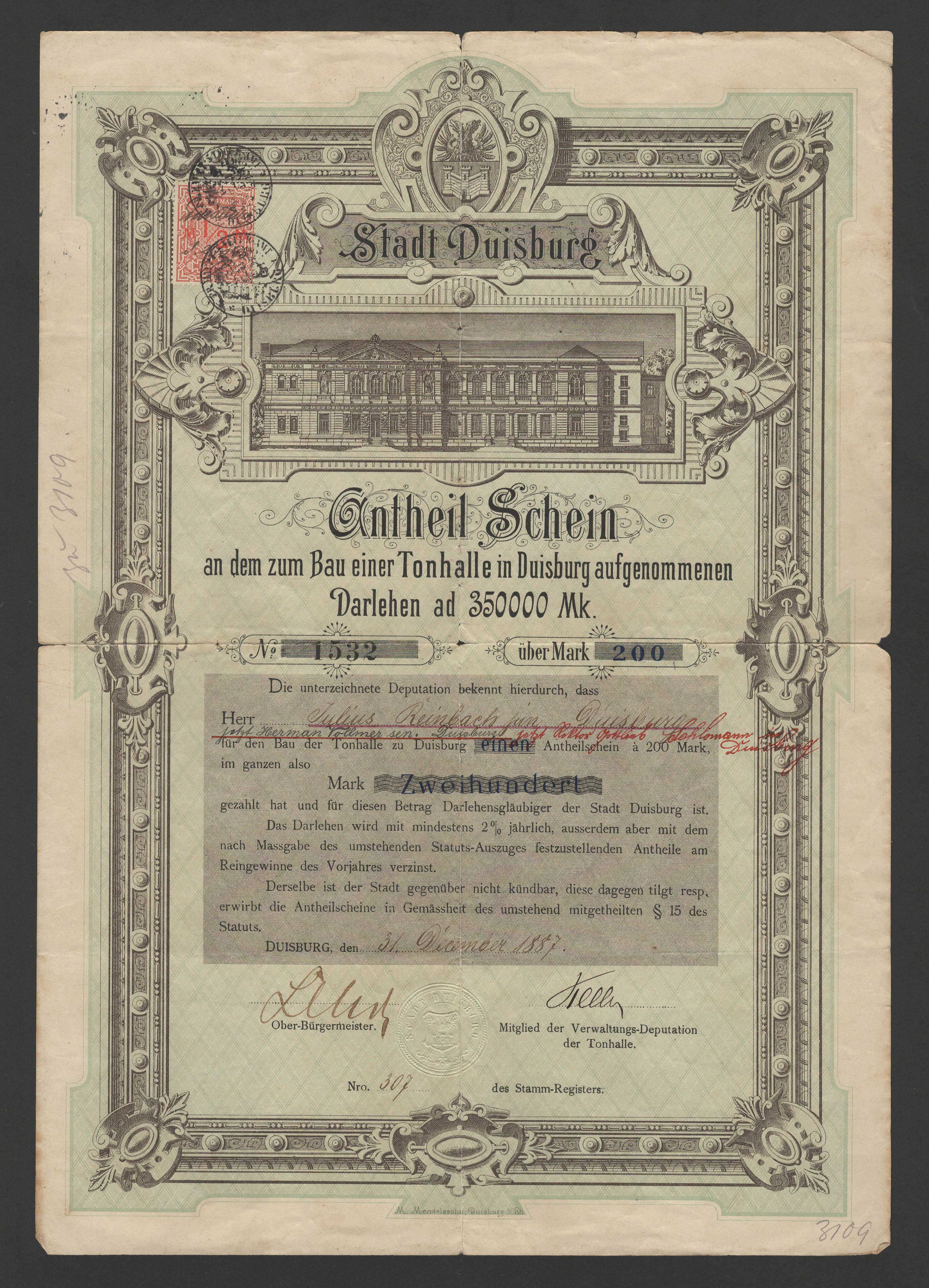
Anteilschein von 1887 an einem Darlehen der Stadt Duisburg zur Finanzierung des Baus der Tonhalle – signiert von Karl Lehr

Während seiner Amtszeit bemühte sich Lehr um die Ansiedlung neuer Industrien. Er unterstützte die Einrichtung einer Pferderennbahn (1881) und verbesserte die Anbindung an Meiderich durch den Bau der Aakerfährbrücke (1902–1904). Bereits 1889 zog er die Hafenanlagen des Rhein-Ruhr-Kanal-Aktienvereins an die Stadt und ermöglichte so den späteren Ausbau der Ruhrorter Häfen zu einem bedeutenden Binnenhafen. 1905 gelang es Lehr, die bis dahin selbständigen Städte Ruhrort und Meiderich, die noch beide kurz zuvor über einen gegenseitigen Zusammenschluss nach langem Streit einig schienen, nach Duisburg eingemeinden zu lassen und damit den Rahmen für die industrielle Erweiterung zu schaffen.
Zudem bemühte sich Lehr, die kulturelle Entwicklung der Stadt zu fördern. Auf seine Initiative ging der Bau der Tonhalle (1886–1887) wie auch der Bau des Stadttheaters (1911–1912) zurück. Dem patriotisch gesinnten Lehr gelang es mit gleichem Engagement auch bereits 1886, den Sedantag als Ausflugs- und Feiertag der Schulen in Duisburg beizubehalten, als dies bereits auf den Widerstand der Lehrer stieß.

## Auszeichnungen
Lehr trug seit 1904 den Ehrentitel Geheimer Regierungsrat. 1912 wurde ihm zu seinem 70. Geburtstag die Ehrenbürgerwürde der Stadt verliehen. 1929 wurde die Schule am Dickelsbach in Karl-Lehr-Realschule umbenannt. Auch der 1907 fertiggestellte Neubau der Straßenbrücke von Duisburg nach Ruhrort erhielt seinen Namen, außerdem die Karl-Lehr-Straße.